# ガラスの世代
「ガラスの世代」（がらすのせだい）は、太田裕美が1979年の10月に発売したシングルである。

## 解説
- シングル（A面）曲としては、初めて太田本人が作曲した。

## 収録曲
A面
1. ガラスの世代（3分37秒）
  - 作詞:ちあき哲也／作曲:太田裕美／編曲:萩田光雄

B面
1. やさしい街（3分35秒）
  - 作詞:ちあき哲也／作曲:太田裕美／編曲:萩田光雄